# Kadua littoralis
Kadua littoralis ist eine Pflanzenart aus der Gattung Kadua in der Familie der Rötegewächse (Rubiaceae). Sie kommt endemisch auf Hawaii vor.

## Beschreibung

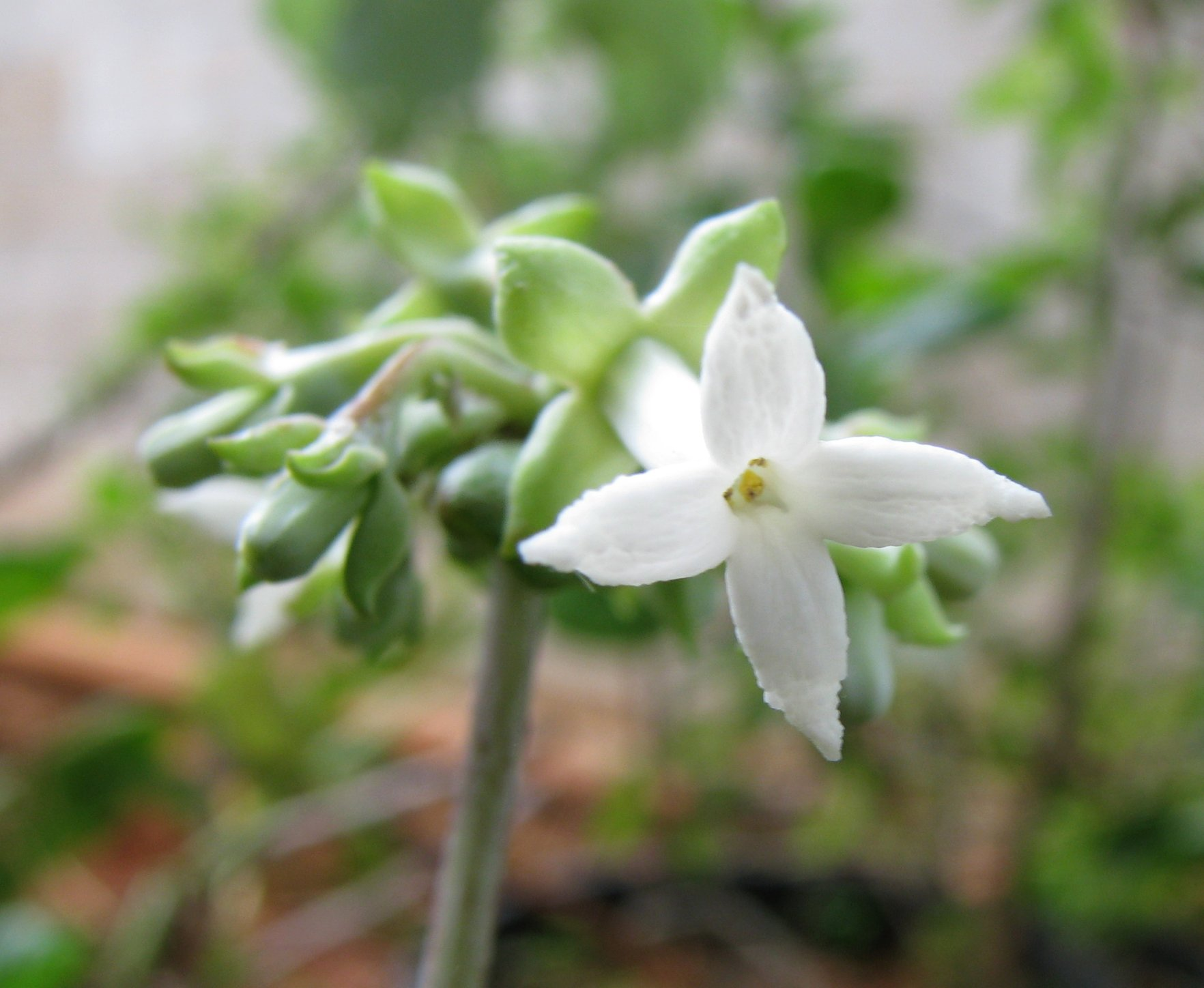
Blütenstand von Kadua littoralis

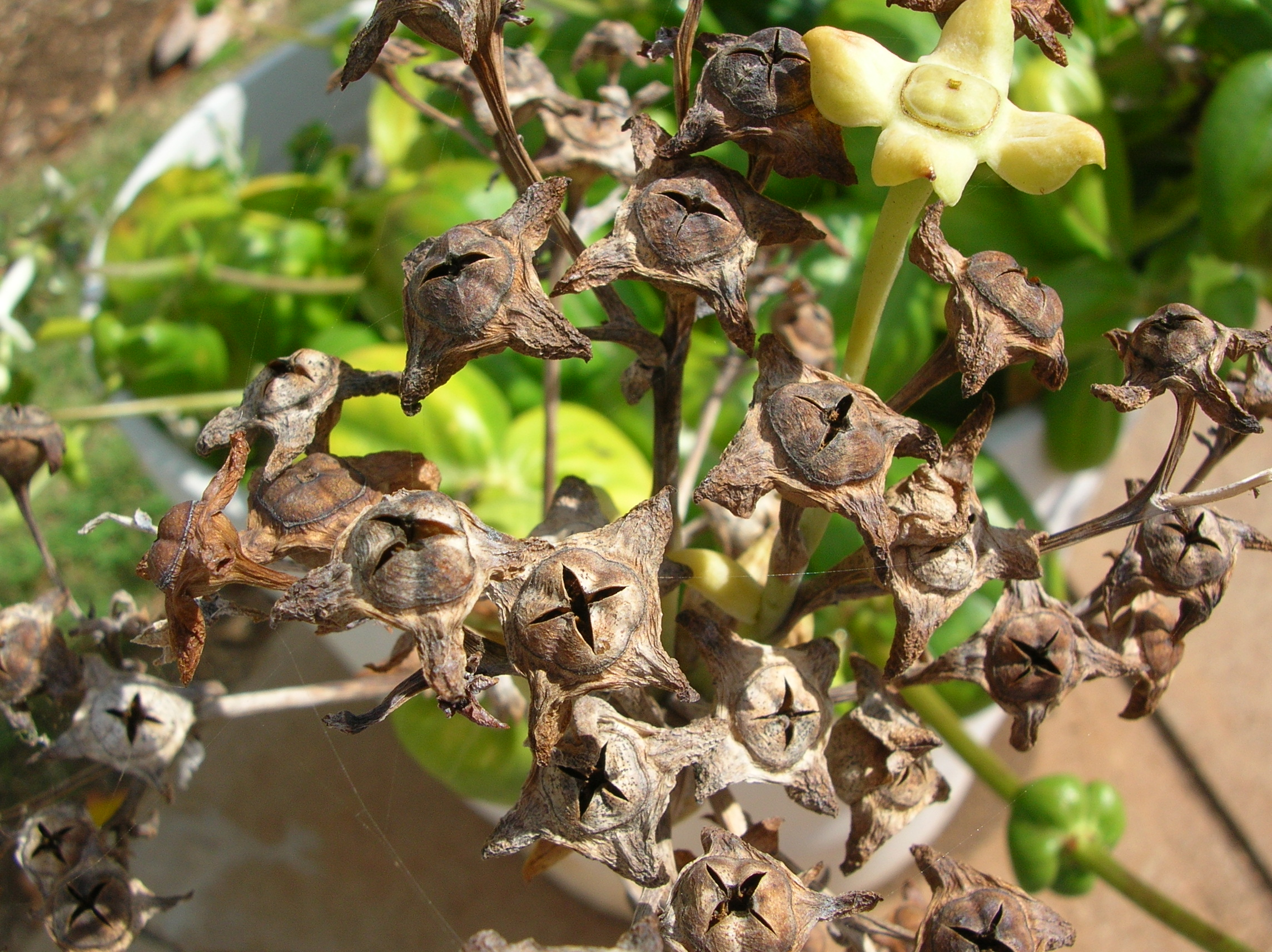
Reife Kapselfrüchte von Kadua littoralis

### Vegetative Merkmale
Kadua littoralis wächst als ausdauernd, sukkulente Pflanze, deren Triebe Längen von 0,25 bis 0,4 Meter erreichen. Die unbehaarten Triebe haben einen quadratischen Querschnitt und sind an der Basis leicht verholzt.
Die gegenständig an den Zweigen angeordneten, ungestielten Laubblätter stehen bei jungen Trieben an den Stängeln während sie bei älteren Trieben in Gruppen an der Triebbasis stehen. Die einfache, fleischige Blattspreite ist bei einer Länge von 3,5 bis 13,5 Zentimetern sowie einer Breite von 1,5 bis 7,5 Zentimetern von eiförmig über verkehrt-eiförmig bis breit elliptisch, seltener auch lanzettlich oder verkehrt-lanzettlich geformt. Die kahle Oberseite der Blattspreite ist glänzend, während die ebenfalls unbehaarte Unterseite stumpf oder glänzend ist. Die Spreitenbasis läuft keilförmig oder breit keilförmig zu und ist etwas mit dem Stängel verwachsen, die Spreitenspitze ist stumpf bis spitz oder zugespitzt zulaufend und der Spreitenrand ist ganzrandig. Von jeder Seite des Blattmittelnerves zweigen mehrere Paare an Seitennerven ab. Die Nebenblätter ähneln den Laubblättern, sind mit der Basis des Blattspreite verwachsen und bilden dadurch eine stachelspitzige und gekielte Blattscheide. Die Blattscheide ist 0,4 bis 0,5 Zentimeter lang und weist eine 0,2 bis 0,4 Zentimeter lange, fleischige Stachelspitze auf.

### Generative Merkmale
Die doldenförmigen und schirmrispenartigen, zymösen Blütenstände stehen an einem 20 bis 30 Zentimeter langen Schaft. Die Blütenstände enthalten mehrere gestielte oder ungestielte Einzelblüten. Die Blütenstiele können zwischen 0 und 2 Zentimeter lang sein.
Die vierzähligen Blüten sind radiärsymmetrisch. Der undeutlich quadratische Blütenbecher wird etwa 0,4 Zentimeter lang. Die Kelchblätter sind miteinander zu einer Kelchröhre verwachsen. Die blattartigen Kelchlappen sind bei einer Länge von 0,2 bis 0,6 Zentimetern sowie einer Breite von 0,1 bis 0,3 Zentimetern länglich-eiförmig geformt. Die fleischigen, weißen Kronblätter sind stieltellerförmig miteinander verwachsen. Die Kronröhre erreicht eine Länge von 0,8 bis 1,1 Zentimeter und hat einen nichtquadratischen Querschnitt. Die vier Kronlappen erreichen Längen von 0,4 bis 0,5 Zentimetern. Der an der Spitze etwas gerillte und vergrößerte Griffel ist im unteren Teil dicht behaart.
Die Kapselfrüchte sind bei einer Länge von 0,6 bis 1 Zentimeter und einer Dicke von 0,5 bis 0,9 Zentimeter verkehrt-kegelförmig geformt. Das Mesokarp ist fleischig und blättert ab, wenn es austrocknet. Das Endokarp ist etwas verholzt. Jede der Früchte enthält mehrere dunkelbraune Samen. Diese sind unregelmäßig schildförmig bis breit keilförmig geformt und die Samenschale ist mit dunklen Papillen besetzt.

## Vorkommen
Das natürliche Verbreitungsgebiet von Kadua littoralis liegt auf einigen zu Hawaii gehörenden Inseln. Kadua littoralis ist ein Endemit, der auf den Inseln Hawaiʻi, Kauaʻi, Maui Molokaʻi und Oʻahu vorkommt. Das Vorkommen auf Oʻahu gilt mittlerweile als erloschen. Auf Kauaʻi kommt die Art in der Gegend um Princeville vor, während sie auf Molokaʻi in den Tälern Hālawa und Wailau wächst. Auf Hawaiʻi gibt es ein Vorkommen im Honopū-Tal und auf Maui umfasst das Verbreitungsgebiet die Gegend um Keʻanae, Wailua und Hanawī sowie ʻĀlau Island.
Kadua littoralis gedeiht in Meereshöhe. Die Art wächst in Küstenregionen an von der Gischt nassen, felsigen Klippen und Schutthalden.

## Taxonomie
Die Erstbeschreibung als Kadua littoralis erfolgte 1888 durch Wilhelm Hillebrand in Flora of the Hawaiian Islands.